# 斯特拉特穆爾 (科羅拉多州)
斯特拉特穆爾（英語：Stratmoor）是位於美國科羅拉多州艾爾帕索縣的一個人口普查指定地區。

## 地理
斯特拉特穆爾的座標為38°46′32″N 104°46′55″W / 38.77556°N 104.78194°W，而該地最高點為海拔高度1764米（即5787英尺）。

## 人口
根據2010年美國人口普查的數據，斯特拉特穆爾的面積為76.60平方千米，當中陸地面積為76.50平方千米，而水域面積為0.10平方千米。當地共有人口6900人，而人口密度為每平方千米90人。